# Komunistická strana Československa
Komunistická strana Československa (KSČ) byla československá krajně levicová totalitní politická strana existující v letech 1921–1992 (v letech 1938–1945 v ilegalitě). Mezi lety 1948 a 1989 byla držitelkou veškeré politické moci ve státě. Od roku 1948 byla v podobě územní organizace její součástí Komunistická strana Slovenska (KSS), roku 1990 analogicky vznikla Komunistická strana Čech a Moravy (KSČM). Na podzim 1990 se Komunistická strana Československa (KSČS) přetransformovala ve federaci dvou republikových samostatných politických stran, KSČM a Strany demokratickej ľavice (SDĽ), a v létě 1991 přijala název Federace Komunistické strany Čech a Moravy a Strany demokratické levice. Zanikla na jaře 1992 po vystoupení SDĽ.
KSČ se hlásila k idejím marxismu-leninismu. Od svého vzniku byla jakožto dělnická strana členem Komunistické internacionály, která podle sovětského vzoru vedla „třídní boj“ proti buržoazii. Po únorovém převratu v roce 1948 zmonopolizovala politickou moc v Československu a změnila ho v totalitní stát. „Vedoucí úloha“ KSČ byla zakotvena v Ústavě Československé socialistické republiky z 11. července 1960 a zrušena 30. listopadu 1989 v průběhu sametové revoluce, kterou padl československý komunistický režim. Podle českého zákona o protiprávnosti komunistického režimu z roku 1993 a slovenského zákona o nemorálnosti a protiprávnosti komunistického systému byla KSČ organizací zločinnou a zavrženíhodnou.

## Vznik, 20. a 30. léta

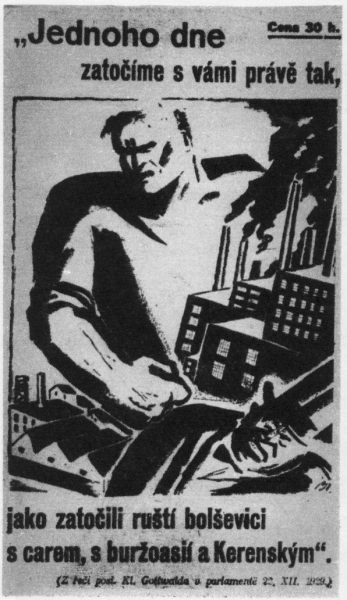
Leták KSČ z roku 1929

KSČ vznikla na počátku 20. let 20. století v důsledku ideologického rozkolu uvnitř tehdy vládnoucí Československé sociální demokracie. Šlo o rozpory mezi umírněným státotvorným vedením strany a marxisticko-leninskou opozicí, která se hlásila ke Komunistické internacionále a usilovala o komunistickou revoluci. Opoziční část, která měla podporu většiny členské základny, se sešla na sjezdu v září roku 1920, ustavila se jako ČSDSD-levice a přijala samostatný politický program. V říjnu téhož roku pak 23 poslanců tohoto křídla vytvořilo svůj vlastní poslanecký klub. V reakci na to podal sociálnědemokratický premiér Tusar demisi, vláda padla a nahradila jí dočasná, úřednická vláda složená z nestraníků. Rozkol sociálně demokratické strany byl prakticky dovršen sjezdem zbytku strany v listopadu 1920, na kterém byl přijat nový Dělnický hospodářský program a byly odmítnuty zásady Komunistické internacionály. Na počátku prosince 1920 došlo mezi těmito frakcemi k otevřenému a násilnému střetu o majetek strany, který byl podle tehdejších zvyklostí zapsán jako majetek umírněného předsedy strany Antonína Němce (politické strany tehdy nemohly vlastnit nemovitosti). Stoupenci radikálního směru proto obsadili sídlo sociální demokracie v Lidovém domě násilím, ale státní moc se přiklonila na stranu umírněného křídla a Lidový dům vyklidila policie. V reakci na to radikální levice vyhlásila generální stávku, která však byla ozbrojenými silami potlačena a několik účastníků bylo zastřeleno.
Ustavující sjezd KSČ se konal ve dnech 14. až 16. května 1921 ve velkém sále Národního domu v Karlíně. Vlastní sjezd probíhal 15. a 16. května, předcházela mu sobotní předporada výkonného výboru Československé sociálně demokratické strany dělnické (levice) a volba předsednictva sjezdu. Toho se zúčastnilo 569 delegátů, kteří zastupovali zhruba 350 tisíc levicových sociálních demokratů. Nový výkonný výbor na své schůzi 16. května 1921 zvolil předsedou Václava Šturce, místopředsedou Bohumíra Šmerala a druhým místopředsedou Václava Bolena. Předsedou kontrolní komise byl zvolen František Hovorka, pokladníkem pak prozatímně Josef Skalák.
KSČ na svou stranu přetáhla 2/3 voličů sociální demokracie. V době svého vzniku byla v absolutních i relativních číslech jednou z největších komunistických stran na světě a muselo se s ní počítat i na domácí scéně, když v parlamentních volbách v roce 1925 skončila na druhém místě s 934 223 hlasy a 41 mandáty. V roce 1925 došlo k prvním krokům delšího procesu „bolševizace“, což znamenalo utužení programové závislosti na Komunistické internacionále (a s tím i na Komunistické straně Sovětského svazu (KSSS)).

### Bolševizace strany
Na V. sjezdu KSČ z 18. až 23. února 1929 konaném v holešovické Domovině se jejího vedení zmocnili tzv. „karlínští kluci“ v čele s Klementem Gottwaldem, který prosazoval podřízení se direktivnímu řízení z Moskvy, v duchu Leninovy „revoluční vojenské organizace“. Protože sjezd byl svolán narychlo a za zády dosavadního vedení, aby o něm nevědělo, neúčastnilo se ho. Z KSČ pak byli nepohodlní členové vyloučeni, a to i poslanci v parlamentu. Odešla pak i většina zakládajících členů a intelektuálové v čele s Aloisem Munou, kteří pak založili vlastní KSČ: leninovci. Ačkoli oslabená, uniformní KSČ v následných říjnových parlamentních volbách toho roku získala 753 220 hlasů a skončila celkově čtvrtá s 30 mandáty. Svou pozici, co do počtu mandátů, si podržela i ve volbách v roce 1935, kdy pro ni hlasovalo 849 495 voličů.
Zpočátku KSČ kritizovala vládu za přístup k sudetským Němcům a hájila jejich právo na sebeurčení. V polovině 30. let ale komunisté na příkaz Kominterny otočili a začali hájit demokratické Československo proti nacismu.

### Komunistické satelitní organizace
S třídní a proletářskou výchovou se mělo dítě setkat již v raných letech svého života skrze působení matky, kterou podchycovalo ženské hnutí uvnitř strany pod názvem ženodděl. Na komunistickou stranu bylo přímo napojeno dětské hnutí Mladí průkopníci a mládežnický Komsomol. Velice blízko dětskému hnutí stál Rudý skauting a Rudý tramping (Skauti práce, Spartakovi skauti) a Federace proletářské tělovýchovy (FDTJ, později FPT). Oblíbenou složkou sportovních organizací byli tzv. proletářští cyklisté, využívaní jako rychlé spojky a kolportéři letáků.
Právě tzv. borci (znalí bojových sportů) byli spolu s dostatečně indoktrinovanými komsomolci a mladými straníky agitováni do paramilitárních jednotek strany: Proletářské sebeobrany, Modrých blůz a Pořadatelských sborů KSČ, jejichž hlavní činností byla ochrana stranických schůzí, rozbíjení schůzí politických oponentů (za pomoci fyzického násilí), potyčky s pořádkovými jednotkami při demonstračních pochodech.
„PS (pořadatelský sbor) skládal se z mladších členů stranických organizací...krojování PS bylo prý formováním vojenských útvarů, a proto povoleno nebylo. Uniforma PS se měla skládat z hladké blůzy přepásané koženým řemenem, z dlouhých vycházkových kalhot, vše z šedého plátna, a z čepice s koženým štítkem, tzv. thälmanky, po vzoru německých soudruhů. Zbraní byla dubová hůl, která se nosila zavěšena na levé paži...po zákazu stejnokroje vystupovali členové PS jen v čepicích a s pořadatelskou páskou na rukávě...Uniforma byla často doplňována dalšími symbolickými znaky jako rudou kravatou či rudou hvězdou na štítku čepice. Výzbroj pořadatelských sborů se dle zjištění policejních orgánů neomezovala pouze na pěsti či hole, ale nalezeny byly i nože či několik pistolí a pušek.
Bohumil Melichar: Rudá Praha: O příčinách volební úspěšnosti meziválečné KSČ
Na komsomol byla volně navázána tzv. Komunistická studentská frakce (Kostufra) sdružující levicové studenty sympatizující s komunistickým hnutím. Proletkult inspirovaný avantgardními proudy a sovětskými vzory byl založen již v létě 1921. Jeho náplní bylo pořádání osvětových akcí (nejčastěji formou přednášek). Na III. sjezdu KSČ byl nahrazen agitačně propagačním oddělením (agitprop). K Proletkultu měl blízko Svaz proletářských bezvěrců pro šíření ateismu a antiklerikalismu. Platformou pro obdivovatele SSSR se stal Svaz přátel SSSR. Na umělecko-kulturním poli působila také Levá fronta a Dělničtí divadelní ochotníci.
Cílem Rudé pomoci (později přejmenované na Solidarita — sdružení na obranu práv a pro sociální pomoc) bylo podněcování k tzv. proletářské solidaritě, zajišťování finanční podpory stávkujícím, členům či sympatizantům ohroženým chudobou, finanční pomoc perzekvovaným komunistům a jejich rodinám včetně hrazení služeb právního zástupce. Vedle těchto organizací fungovaly Rudé odbory (MVS) a Hnutí nezaměstnaných.
Na nízkopříjmové obyvatelstvo cílila síť družstevních prodejen se sportovním vybavením napojených na struktury FDTJ/FPT s názvem Sporttěl. Konzumní družstvo Včela představovalo síť prodejen, které měly nabízet cenově dostupné potraviny a základní spotřební zboží. Dalším indoktrinačním nástrojem byly letní tábory, které vedle výletů, her, koupání a vydatné stravy poskytovaly zdarma pro děti z nouzových kolonií či potomky nezaměstnaných rodičů přednášky na témata jako třeba „postavení proletářských dětí v kapitalistických státech“, „válečné nebezpečí“, „fašismus“ apod. Na konci roku 1938 byla KSČ oficiálně rozpuštěna, její vedení odešlo do Moskevského exilu a komunistické hnutí skončilo v ilegalitě až do konce druhé světové války. Zrovna tak došlo na podzim roku 1938 k likvidaci komunistických spolků.
Po úředním zastavení činnosti komunistické strany československé provádí se likvidace spolků, které tvořily pomocné orgány strany, nebo které, třebas nebyly okrajovými složkami strany komunistické, na politických akcích této strany braly účast a je podporovaly anebo jinak pro ideologii strany se exponovaly.

V rámci této likvidační akce byla dne 28. října 1938 úředně zastavena a zakázána činnost spolku „Solidarita, sdružení na obranu práv a pro sociální pomoc“ a dne 5. listopadu 1938 spolku „Liga pro lidská práva v Československu“. Dne 16. listopadu 1938 byla dále úředně zastavena činnost spolku „Svaz mladých v republice Československé“ a spolku „Dělnická stráž".

Dále došlo k likvidaci spolku „Federace proletářské tělovýchovy“, který ohlásil již u policejního ředitelství v Praze svolání mimořádného sjezdu na den 27. listopadu 1938 s programem „rozchod spolku“. Jednoty proletářské tělovýchovy, v uvedeném spolku sdružené, pokud se již nerozešly, učiní tak do konce listopadu 1938.
Venkov, 18.11.1938

## Za druhé světové války a po válce
Trestní stíhání komunistické činnosti. V Praze, 16. listopadu 1938. Dne 20. října 1938 zastavena byla úředně činnost komunistické strany Československa a zakázána byla další její činnost. Upozorňuje se, že každý, kdo by jednal proti tomuto zákazu, bude — bez újmy soudního stíhání — trestán pokutou od 10 Kč do 5000 Kč nebo vězením od 12 hodin do 14 dnů.
Venkov, 17.11.1938

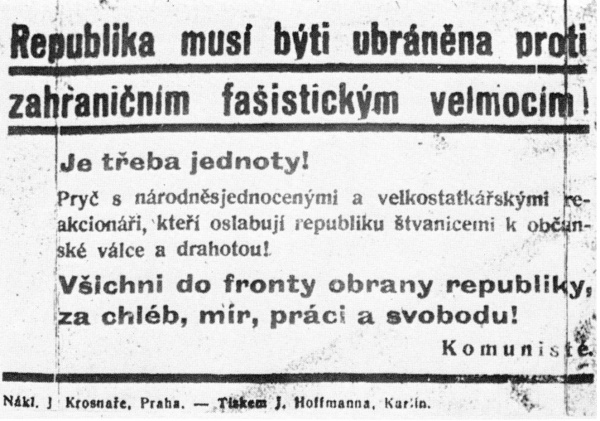
Leták KSČ proti fašismu

V období druhé republiky (1938–1939) byla 20. října 1938 úředně činnost KSČ zastavena a strana přešla do ilegality. Na počátku druhé světové války po dobu trvání německo-sovětského paktu o neútočení od srpna 1939 do června 1941 se v souladu s pokyny z Moskvy oficiálně nezapojila do odboje proti okupaci Československa.[zdroj?] Podle instrukcí z Moskvy českoslovenští komunisté tvrdili, že komunismus i nacismus mají společný cíl - zničit kapitalismus, a útočili na exilového prezidenta Edvarda Beneše a "britské plutokraty". Po napadení SSSR a jeho vstupu do války se však stala významnou silou domácího i zahraničního protinacistického odboje. Již v prvopočátcích se snažili komunističtí představitelé v čele s Klementem Gottwaldem dosáhnout dominantního postavení ve vedení odboje a prosazovat obnovení poválečného Československa pod vlivem stalinského SSSR. Během války zahynulo 30 000 čs. komunistů.[zdroj?]
V březnu 1945 jednali komunisté jednali s představiteli československého exilu pod vedením Edvarda Beneše. Výsledkem byl vznik Národní fronty Čechů a Slováků, 4. dubna 1945 byla jmenována první vláda Zdeňka Fierlingera, ve které měli komunisté (včetně Komunistické strany Slovenska osm křesel včetně dvou místopředsedů (Gottwald a Viliam Široký).
Kdy 5. května 1945 vypuklo Pražské povstání, nacházely se špičky KSČ v Košicích na osvobozeném Slovensku. Zpráva o vypuknutí povstání je zdrtila - možnost, že k osvobození Prahy od okupantů dojde bez přispění komunistů a Sovětského svazu se komunistům příliš nehodila do plánů na uchvácení moci v Československu. Předseda komunistů a náměstek předsedy vlády Klement Gottwald si stěžoval: "Naši nejlepší lidé přijdou na konci války zbytečně o život. Kromě toho hrozí, že se Američané a Britové dostanou do Prahy dříve než Malinovský a Koněv." Václav Kopecký se obával, že to umožní Benešovi klást komunistům podmínky. Gottwald a předseda vlády Zdeněk Fierlinger (který byl členem Československé sociální demokracie, ale ve skutečnosti hájil zájmy komunistů) naléhali prostřednictvím sovětského velvyslance Valeriana Zorina na Stalina, aby zajistil, že americká armáda nedorazí do Prahy dříve než sovětská.
Jako významná odbojová síla podporovaná Sovětským svazem se KSČ v roce 1945 stala součástí druhé vlády Zdeňka Fierlingera. Všech osm komunistických členů první vlády zastávalo stejné posty i ve druhé vládě. KSČ souhlasila s iniciativou ČSSD znárodnit průmysl a služby nad 50 zaměstnanců a celé bankovnictví. Neprotestovala ani proti záměru presidenta Beneše neobnovit agrární stranu.
Již během války, za podpory SSSR a vzorové bolševické Všesvazové komunistické strany se KSČ připravovala k převzetí moci a likvidaci demokracie v Československu: k nastolení vlády jedné strany.
Převzetí moci jí usnadnilo vítězství ve volbách 1946 (přesněji v českých zemích, kde získala 40 % hlasů; na Slovensku utrpěla sesterská Komunistická strana Slovenska ziskem přes 30 % porážku od Demokratické strany, která zvítězila s 62 %, v celostátním měřítku komunisté získali 38 % hlasů). Dále pracovala na postupném obsazování klíčových postů v armádě a Sboru národní bezpečnosti komunisty či jejich sympatizanty a ve vytváření vlastních právním řádem neupravených a formálně apolitických ozbrojených Lidových milicí. KSČ měla své tajné agenty a sympatizanty ve všech ostatních politických stranách. Na podzim 1947 pod vedením Gustáva Husáka prosadila částečnou likvidaci Demokratické strany, jejíž vedení údajně uzavřelo dohodu o podpoře s představiteli bývalého Slovenského státu.

## Únorový puč a 50. léta
Převzít moc se KSČ podařilo 25. února 1948 (tzv. Vítězný únor), přičemž jí k tomu napomohla chybná taktika demokratických stran, které si sice uvědomily vážnost situace, ale příliš spoléhaly na prezidenta republiky Edvarda Beneše. Ten pod nátlakem přijal veškeré komunistické požadavky a Národní shromáždění 11. března 1948 vyslovilo rekonstruované Gottwaldově vládě, již bez pouhý den předtím zesnulého ministra zahraničí Jana Masaryka, důvěru všemi hlasy 230 přítomných poslanců.
Na přelomu 40. a 50. let procházela strana značnými změnami. V první polovině roku 1948 KSČ pokračovala v politice otevřených dveří a nabírala do svých řad stále nové členy, takže počet straníků přesáhl dva miliony. V létě 1948 došlo ke sloučení se sociální demokracií. Vedení strany se podle sovětského vzoru rozhodlo od října 1948 provést plošnou prověrku členstva. Prověrka měla zajistit lepší třídní složení strany, protože při širokém náboru se sem dostala řada lidí, kteří členství považovali za nutné pro svoji další kariéru. Mezi těmito bylo mnoho úředníků a KSČ postupně ztrácela svůj proklamovaný dělnický charakter. Prověrka měla stranu zbavit také těch, kteří byli členy jen nominálně, pasivně, lidí nehodných být členem pokrokové strany. Prověrka, jejíž hlavní část proběhla během října, nepřinesla kýžený výsledek. Vyloučených či vyškrtnutých bylo zanedbatelné procento, jiní členové byli prověřeni s lhůtou tří nebo šesti měsíců, což znamenalo, že za tuto dobu měli prokázat svoje odhodlání a schopnosti být plnohodnotnými straníky.

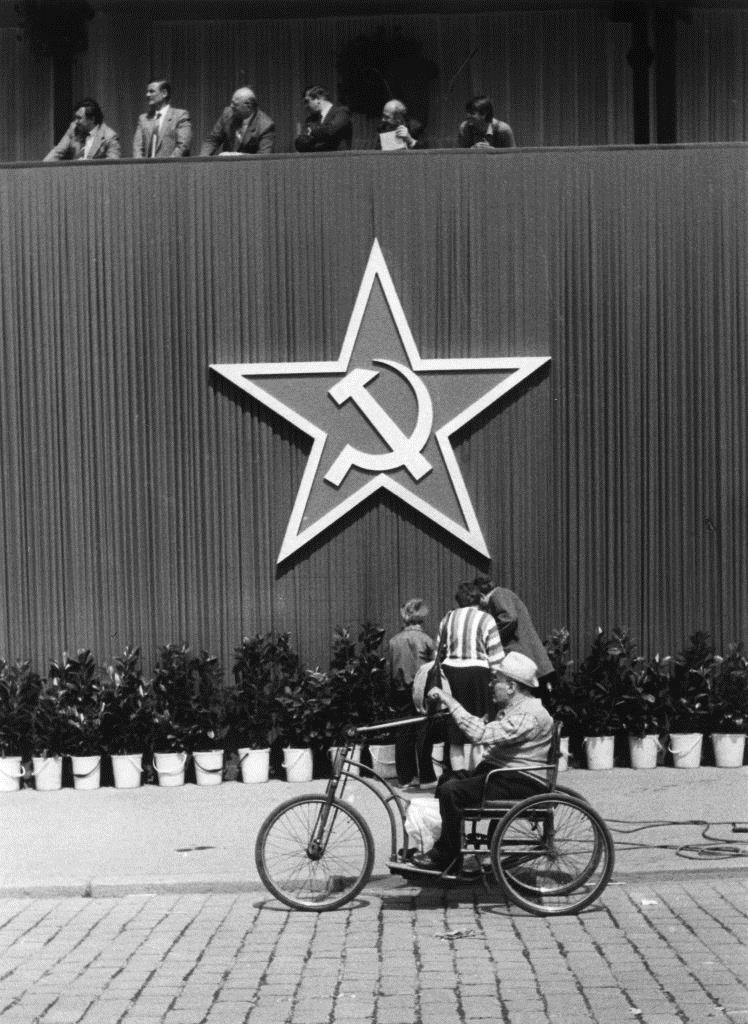
Funkcionáři komunistické strany Československa na tribuně

Hned po únoru 1948 byla Československá strana národně socialistická přejmenována na Československou stranu socialistickou a do vedení, stejně jako v Československé straně lidové, prosazeni lidé loajální politice KSČ. Československá sociální demokracie byla pohlcena KSČ, jejím členům byla zaslána poštou komunistická legitimace a odmítnutí bylo důvodem k doživotnímu pronásledování nejen dotyčného sociálního demokrata, ale i celé jeho rodiny. Obě strany ČSS a ČSL se tak na 40 let staly vazaly v rámci Národní fronty, do níž pak byly zařazeny i společenské organizace. Sesterská Komunistická strana Slovenska byla do KSČ sloučena v září 1948 a až do roku 1990 v ní působila jako její územní organizace na Slovensku.
V období teroru (1948–1954) bylo popraveno 241 lidí – obětí justičních vražd. Další stovky[zdroj?]lidí zemřely ve vězení nebo při pokusu o útěk za hranice. Oběťmi represí byli členové západního (ale částečně i východního) odboje, dále kněží, podnikatelé, soukromí rolníci, živnostníci (soukromníci) a intelektuálové. Mnoho režimu nepohodlných lidí bylo vyhozeno ze zaměstnání nebo posláno do faktického vyhnanství do pohraničí. V rámci stalinské teze o zostřování třídního boje a zřejmě také jako trest za neúspěch snahy o připojení Izraele k SSSR byli popraveni i někteří členové KSČ, včetně generálního tajemníka Rudolfa Slánského.
Reformní rok 1956 se v KSČ prakticky neprojevil, jakékoli snahy k změnu se vedení podařilo potlačit. Čeští komunisté i nadále pronásledovali a perzekvovali své odpůrce. Popravovat z politických důvodů však přestal již prezident Antonín Novotný (posledním takto popraveným byl Vladivoj Tomek dne 17. listopadu 1960). Toto pronásledování bylo kontinuální (s výjimkou roku 1968 a začátku roku 1969) až do listopadových událostí 1989, byť v 60. letech došlo k obecně výraznému zmírnění a ani zpřísnění v době normalizace už nevrátilo situaci k hrůznému teroru z 50. let.

## Pražské jaro
Reforma KSČ zdola začala až v první polovině 60. let a vyvrcholila za pražského jara 1968. Obrodný proces, který i přes značné zmírnění situace nikdy neměl ambice vrátit zemi demokracii, byl ukončen invazí vojsk Varšavské smlouvy (SSSR, Maďarsko, NDR, Polsko, Bulharsko) 21. srpna 1968, o níž KSČ vydala Provolání ÚV KSČ z 21. srpna 1968. Následovala okupace a éru tzv. omezené suverenity státu zcela ukončil až odsun sovětských vojsk v létě 1991.

## Normalizace
V dubnu 1969 bylo reformistické vedení nahrazeno centristy (Gustáv Husák), kteří pod vlivem neostalinských ideologů, jako byl Vasil Biľak, posílili dogmatickou orientaci v duchu umírněnějšího stalinismu, tzv. „brežněvizmu“, jejímž základem byla doktrína omezené suverenity zemí sovětského bloku, tj. Varšavské smlouvy. Sovětská okupace byla komunisty prezentována jako bratrská a internacionální pomoc a obrodný proces jako kontrarevoluce. XIV. sjezd KSČ v roce 1971 již konstatoval odvrácení dosud nejvážnějšího ohrožení mocenských pozic komunistů. Důsledkem bylo odstranění většiny svobod nejen z doby Pražského jara, ale i z období postupného uvolňování v období 1958–1967. V průběhu stranických čistek pak byla velká část členů vyloučena či vyškrtnuta ze strany. Čistkami bylo v tomto období postiženo na 600 000 občanů. KSČ se tak změnila ze strany s vlastní ideologií na organizaci pro spolupráci s okupační mocí.
Politický režim značně přituhl, o čemž svědčí pronásledování signatářů Charty 77, jejichž provolání k československým představitelům v roce 1977 obsahující výzvy k dialogu o demokratizaci mělo za následek novou vlnu represí, mimo jiné akci StB pod názvem Asanace.
Na sovětskou perestrojku (1985–1991) reagovala KSČ značně pasivně a až do sametové revoluce v roce 1989 se KSČ, na rozdíl od některých jiných „bratrských stran“, prakticky nezměnila.
V období těsně před listopadovým převratem měla KSČ cca 1,5 milionu členů. Byla masovou všelidovou stranou. 

## Po listopadu 1989

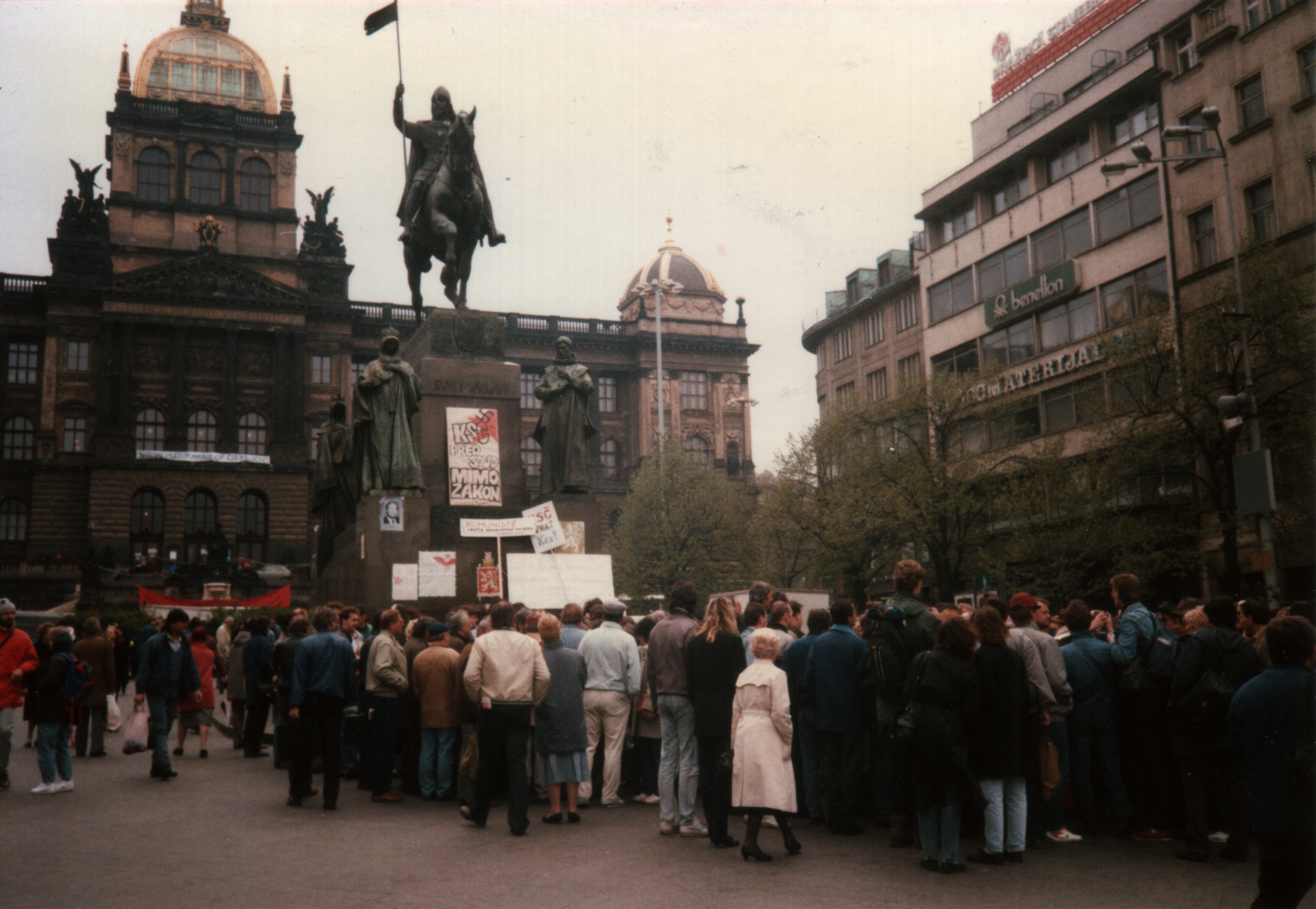
Duben 1990: demonstrace proti KSČ na pražském Václavském náměstí

Během sametové revoluci, která začala v listopadu 1989, přišla KSČ o politický a mocenský monopol ve státě. Po masové generální stávce přijalo 29. listopadu 1989 Federální shromáždění ústavní novelu č. 135/1989 Sb. (účinnou od následujícího dne), kterou z ústavy vypustilo článek obsahující vedoucí úlohu Komunistické strany Československa. Dne 23. ledna 1990 byla KSČ nově přijatým zákonem č. 15/1990 Sb. o politických stranách označena za politickou stranu již vzniklou, která tak nemusela žádat o registraci a jejíž činnost byla do budoucna legalizována.
Dne 31. března 1990 byla jako územní organizace KSČ zřízena Komunistická strana Čech a Moravy (KSČM), čímž došlo ke zrušení asymetrie v rámci KSČ v podobě existence Komunistické strany Slovenska (KSS). Ústřední výbor KSČ na svém zasedání 23. června 1990 rozhodl o změně zkratky z KSČ na KSČS, a to v souladu s novým názvem celého státu (Česká a Slovenská Federativní Republika). Ve dnech 3. a 4. listopadu 1990 se uskutečnil 18. sjezd KSČS, který schválil transformaci Komunistické strany Československa v dobrovolnou federaci dvou samostatných republikových stran, KSČM a KSS; nedošlo však ke změně názvu. Zrušena byla funkce předsedy KSČS i prvního tajemníka Ústředního výboru, vrcholným orgánem se stala Federální rada, která čítala 12 představitelů KSČM a 12 představitelů KSS. Ta neměla k republikových stranám nadřazené postavení a nezasahovala do jejich fungování, ale měla zastupovat jejich společné zájmy ve vztahu k federálním státním orgánům či celostátním politickým stranám. Do funkce předsedy Federální rady byl zvolen Pavol Kanis, místopředsedou se stal Miroslav Grebeníček. Každý z nich měl KSČS vést polovinu dvouletého funkčního období Federální rady.
Zatímco Komunistická strana Čech a Moravy byla jako samostatná politická strana zaregistrována 28. listopadu 1990, Komunistická strana Slovenska se zaregistrovala již 28. září 1990, k 1. prosinci 1990 změnila svůj název na KSS-Strana demokratickej ľavice a v lednu 1991 bylo rozhodnuto o změně názvu na Strana demokratickej ľavice (SDĽ). Pod vedením Petera Weisse se SDĽ začala transformovat na sociálnědemokratickou stranu, zatímco česká KSČM zůstala věrná tradičnímu komunismu. Ideově se tak obě republikové strany začaly rychle vzdalovat a v září 1991 se jednotný poslanecký klub ve Federálním shromáždění rozdělil na dva. Dne 28. srpna 1991 rozhodla Federální rada KSČS o přejmenování federální Komunistické strany Československa. Schválen byl nový název Federace Komunistické strany Čech a Moravy a Strany demokratické levice (Federace KSČM a SDL). V prosinci 1991 rozhodl sjezd SDĽ kvůli ideovým rozdílům o opuštění Federace. Její předseda Miroslav Grebeníček sice uvedl, že se počítá s přijetím jiných subjektů, k tomu ale nedošlo. Dne 7. dubna 1992 rozhodla Rada Federace KSČM a SDL o jejím zániku. Ta byla z rejstříku politických stran vyškrtnuta 23. dubna 1992. Její majetek a závazky převzali její právní nástupci, Komunistická strana Čech a Moravy a Strana demokratickej ľavice.
V roce 1993 přijal český parlament zákon o protiprávnosti komunistického režimu a o odporu proti němu, ve kterém byla Komunistická strana Československa označena za zločineckou a zavrženíhodnou organizaci. Obdobný zákon o nemorálnosti a protiprávnosti komunistického systému přijal slovenský parlament v roce 1996. V něm byl komunistický režim z let 1948–1989 označen za odsouzeníhodný a Komunistická strana Československa společně s Komunistickou stranou Slovenska označena za organizaci, která nezabránila svým členům a jejich pomocníkům páchat zločiny, a to i na lidských právech a svobodách.
V Česku zůstala největší stranou hlásící se ke komunismu Komunistická strana Čech a Moravy. Kromě KSČM existují i další marginální strany, zpravidla vyznávající ještě výrazněji stalinistickou ideologii, jejichž význam je okrajový.

## Členská základna KSČ
Po vzniku strany v roce 1921 členská základna tvořila většinu členů sociální demokracie. V době prvního sjezdu KSČ v únoru 1923 měla strana 132 000 členů. Po bolševizaci strany na V. sjezdu v roce 1929 počet členů klesl na 40 tisíc. V březnu 1945 měla strana 475 000 členů, do února 1948 počet členů překročil 1,4 milionu.
Do roku 1948 byli členy strany přesvědčení komunisté, obvykle dělníci, často ale i takzvaná pracující inteligence, poté byla členská základna tvořena lidmi napříč společností. Po uchopení moci komunisty roku 1948 začalo do strany vstupovat velké množství lidí kvůli kariéře (například úředníci ve státní správě), s čímž se strana potýkala po celou dobu své vlády. Do konce roku 1948 dosáhl počet členů téměř 2,5 milionu.
Počet členů kariérních a nikoli přesvědčených začal ještě více stoupat od začátku šedesátých let a nejvíce v období normalizace, což se projevilo masovým odchodem členů hned roku 1989 a v dalších letech. V roce 1989 dosahoval počet členů (1 538 179) a včetně kandidátů na členství v KSČ cca 1,7 milionu.

## Vedoucí představitelé KSČ
Označení nejvyšší funkce se v průběhu času měnilo. Stranu vedl v letech 1921–1945 a 1971–1989 generální tajemník, v letech 1945–1953 a 1989–1990 předseda a v letech 1953–1971 první tajemník. Nejvyšším stranickým orgánem byl Ústřední výbor.
Vedoucí představitelé:
1. Václav Šturc (1921–1922)
2. Alois Muna (1922–1924)
3. Josef Haken (1924–1926)
4. Bohumil Jílek (1926–1929)
5. Klement Gottwald (1929–1945 generální tajemník, 1945–1953 předseda), Rudolf Slánský (1945–1951 generální tajemník)
6. Antonín Novotný (1953–1968)
7. Alexander Dubček (1968–1969)
8. Gustáv Husák (1969–1987)
9. Miloš Jakeš (1987 – 24. listopadu 1989)
10. Karel Urbánek (24. listopadu – 20. prosince 1989)
11. Ladislav Adamec (21. prosince 1989 – 1. září 1990)

## Sjezdy KSČ
- Ustavující sjezd KSČ – 14. až 16. května 1921[52]
- Slučovací sjezd KSČ – 30. října až 2. listopadu 1921
- 1. sjezd KSČ – 2. až 5. února 1923[52]
- 2. sjezd KSČ – 1924
- 3. sjezd KSČ – 1925
- 4. sjezd KSČ – 1927
- 5. sjezd KSČ – 1929
- 6. sjezd KSČ – 1931
- 7. sjezd KSČ – 1936
- 8. sjezd KSČ – 28. až 31. března 1946[53] (konal se ve velkém sále Paláce Lucerna)[54]
- 9. sjezd KSČ – 25. až 29. května 1949[53]
- 10. sjezd KSČ – 11. až 15. června 1954[53]
- 11. sjezd KSČ – 18. až 21. června 1958[53]
- 12. sjezd KSČ – 4. až 8. prosince 1962[53]
- 13. sjezd KSČ – 31. května až 4. června 1966[53]
- mimořádný sjezd KSČ (Vysočanský) – 22. srpna 1968[53]
- 14. sjezd KSČ – 25. až 29. května 1971[53]
- 15. sjezd KSČ – 12. až 16. dubna 1976[53]
- 16. sjezd KSČ – 6. až 10. dubna 1981[53]
- 17. sjezd KSČ – 24. až 28. března 1986[53]
- mimořádný sjezd KSČ – 20. až 21. prosince 1989[53]
- 18. sjezd KSČS – 3. až 4. listopadu 1990[55]

## Volební výsledky a zastoupení v zákonodárných sborech

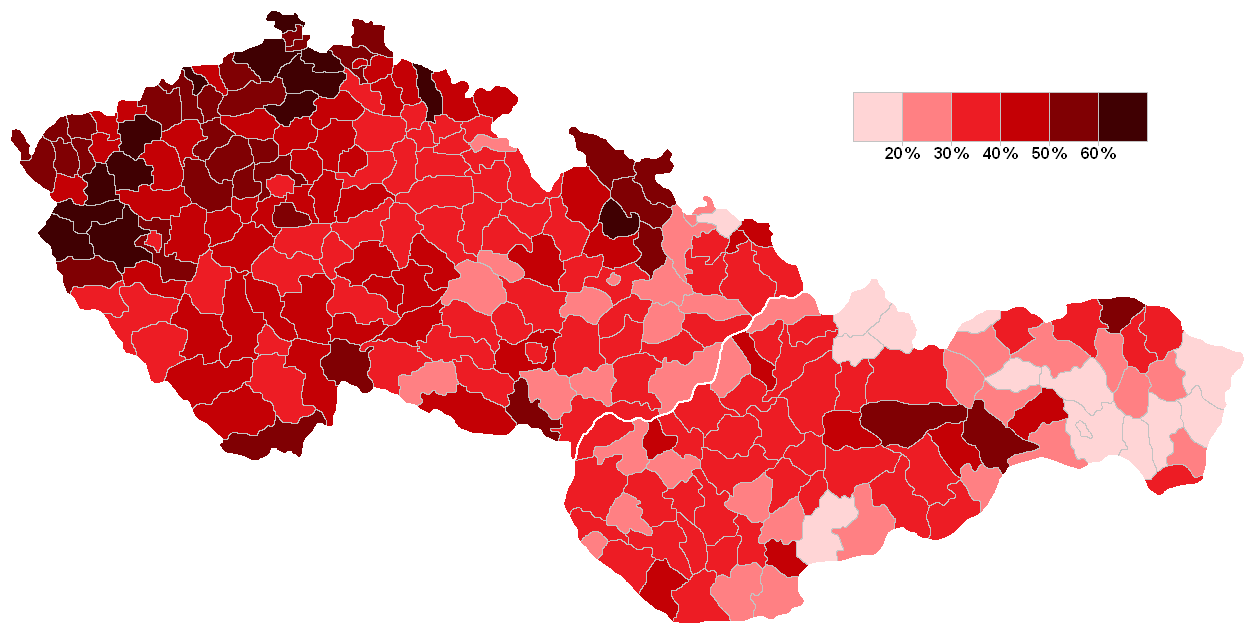
Volební výsledky KSČ a KSS ve volbách 1946

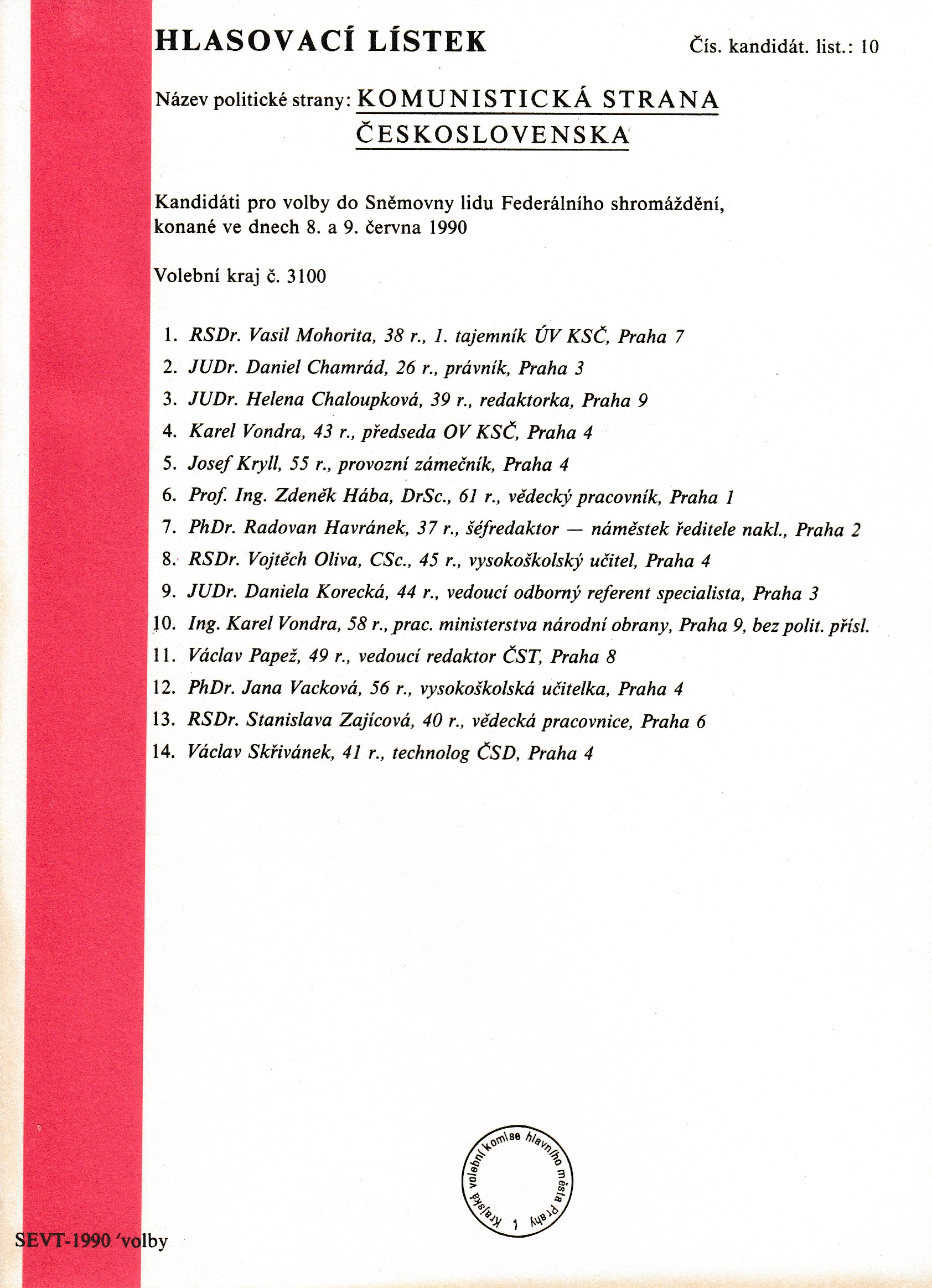
Hlasovací lístek KSČ do Sněmovny lidu r. 1990

Volební výsledky strany do Poslanecké sněmovny Národního shromáždění, resp. Sněmovny lidu Federálního shromáždění. Počet hlasů a mandátů je za celou ČSR (později ČSFR). Celkový počet mandátů ve sněmovně se během existence strany měnil. Do voleb v letech 1948, 1954, 1960, 1964, 1968, 1971, 1976, 1981 a 1986 kandidovala strana vždy na jediné a jednotné kandidátce Národní fronty.

### Celostátní / federální volby
| Volby | Hlasy      | Hlasy      | Mandáty | Mandáty | Pozice | Postavení |
| Volby | Abs.       | %          | Abs.    | ±       | Pozice | Postavení |
| ----- | ---------- | ---------- | ------- | ------- | ------ | --------- |
| 1925  | 913 711    | 12,9       | 41/300  | ▲41     | ▲2.    | Opozice   |
| 1929  | 753 220    | 10,2       | 30/300  | ▼11     | ▼4.    | Opozice   |
| 1935  | 849 495    | 10,3       | 30/300  | ▬0      | ▬4.    | Opozice   |
| 1946  | 2 205 697  | 31,2       | 93/300  | ▲63     | ▲1.    | Vláda     |
| 1948  | Součást NF | Součást NF | 160/300 | ▲67     | ▬1.    | Blok      |
| 1954  | Součást NF | Součást NF | 262/368 | ▲102    | ▬1.    | Blok      |
| 1960  | Součást NF | Součást NF | 216/300 | ▼46     | ▬1.    | Blok      |
| 1964  | Součást NF | Součást NF | 217/300 | ▲1      | ▬1.    | Blok      |
| 1971  | Součást NF | Součást NF | 145/200 | ▼72     | ▬1.    | Blok      |
| 1976  | Součást NF | Součást NF | 137/200 | ▼8      | ▬1.    | Blok      |
| 1981  | Součást NF | Součást NF | 137/200 | ▬0      | ▬1.    | Blok      |
| 1986  | Součást NF | Součást NF | 138/200 | ▲1      | ▬1.    | Blok      |
| 1990  | 1 445 407  | 13,6       | 23/150  | ▼115    | ▼2.    | Opozice   |

### Zemské a republikové volby

#### Zastupitelstvo /ZNVzemě České
| Volby | Hlasy     | Hlasy | Mandáty | Mandáty | Pozice |
| Volby | Počet     | %     | Počet   | ±       | Pozice |
| ----- | --------- | ----- | ------- | ------- | ------ |
| 1928  | 422 922   | 12,1  | 10/120  | ▲10     | ▲4.    |
| 1935  | 355 989   | 8,9   | 7/120   | ▼3      | ▼9.    |
| 1946  | 1 541 852 | 43,3  | 52/120  | ▲45     | ▲1.    |

#### Zastupitelstvo /ZNVzemě Moravskoslezské
| Volby | Hlasy   | Hlasy | Mandáty | Mandáty | Pozice |
| Volby | Počet   | %     | Počet   | ±       | Pozice |
| ----- | ------- | ----- | ------- | ------- | ------ |
| 1928  | 160 742 | 9,8   | 4/60    | ▲4      | ▲4.    |
| 1935  | 156 363 | 8,3   | 3/60    | ▼1      | ▼7.    |
| 1946  | 663 845 | 34,5  | 28/80   | ▲25     | ▲1.    |

#### Zastupitelstvo země Podkarpatoruské
| Volby | Hlasy  | Hlasy | Mandáty | Mandáty | Pozice |
| Volby | Počet  | %     | Počet   | ±       | Pozice |
| ----- | ------ | ----- | ------- | ------- | ------ |
| 1928  | 48 773 | 20,1  | 2/12    | ▲2      | ▲2.    |
| 1935  | 74 358 | 25,0  | 3/12    | ▲1      | ▲1.    |

#### Zastupitelstvo země Slovenské / Slovenská národní rada
| Volby | Hlasy                       | Hlasy                       | Mandáty                     | Mandáty                     | Pozice                      |
| Volby | Počet                       | %                           | Počet                       | ±                           | Pozice                      |
| ----- | --------------------------- | --------------------------- | --------------------------- | --------------------------- | --------------------------- |
| 1928  | 190 595                     | 14,8                        | 5/54                        | ▲5                          | ▲3.                         |
| 1935  | 185 494                     | 12,3                        | 5/54                        | ▬0                          | ▼4.                         |
| 1938  | V letech 1938–1944 zakázána | V letech 1938–1944 zakázána | V letech 1938–1944 zakázána | V letech 1938–1944 zakázána | V letech 1938–1944 zakázána |
| 1946  | 489 596                     | 30,4                        | 31/100                      | ▲31                         | ▲2.                         |
| 1948  | Součást NF                  | Součást NF                  | 78/100                      | ▲47                         | ▲1.                         |
| 1954  | Součást NF                  | Součást NF                  | 47/103                      | ▼31                         | ▬1.                         |
| 1960  | Součást NF                  | Součást NF                  | 45/100                      | ▼2                          | ▬1.                         |
| 1964  | Součást NF                  | Součást NF                  | 58/92                       | ▲13                         | ▬1.                         |
| 1971  | Součást NF                  | Součást NF                  | 102/150                     | ▲54                         | ▬1.                         |
| 1976  | Součást NF                  | Součást NF                  | 101/150                     | ▼1                          | ▬1.                         |
| 1981  | Součást NF                  | Součást NF                  | 102/150                     | ▲1                          | ▬1.                         |
| 1986  | Součást NF                  | Součást NF                  | 103/150                     | ▲1                          | ▬1.                         |
| 1990  | 450 855                     | 13,4                        | 22/150                      | ▼81                         | ▼4.                         |

#### Česká národní rada
| Volby | Hlasy      | Hlasy      | Mandáty | Mandáty | Pozice |
| Volby | Počet      | %          | Počet   | ±       | Pozice |
| ----- | ---------- | ---------- | ------- | ------- | ------ |
| 1968  | Součást NF | Součást NF | 128/200 | ▲128    | ▬1.    |
| 1971  | Součást NF | Součást NF | 132/200 | ▲4      | ▬1.    |
| 1976  | Součást NF | Součást NF | 135/200 | ▲3      | ▬1.    |
| 1981  | Součást NF | Součást NF | 138/200 | ▲3      | ▬1.    |
| 1986  | Součást NF | Součást NF | 137/200 | ▼1      | ▬1.    |
| 1990  | 954 690    | 13,2       | 33/200  | ▼104    | ▼2.    |

## Přidružené mládežnické organizace
- Československý svaz mládeže (ČSM) v letech 1949–1968
- Socialistický svaz mládeže (SSM) v letech 1970–1989

## Ozbrojené složky
- Lidové milice – komunistická paramilitární organizace